# Profibus PA
Profibus es un estándar de comunicaciones para buses de campo. El protocolo derivado PA, derivado de Process Automation, es un subconjunto de este estándar, orientado a las comunicaciones de instrumentos de proceso. Es decir, equipos que transmiten señales análogas como presión, temperatura, y otros.
Profibus PA tiene entre otras las siguientes características:
- Velocidad fija: 31.25 Kbps
- Estándar: IEC 61158-2. Define capa física y definición de servicios. Provee seguridad intrínseca, y alimentación a través del mismo bus de comunicaciones.
- MBP (Manchester Coding y Bus Powered)
- Puede conectar hasta 32 dispositivos por segmento

Profibus PA y Profibus DP son en esencia el mismo protocolo. Cambian el soporte físico y la velocidad. 
Por lo mismo la conexión entre ambas redes es muy simple. Si la velocidad de Profibus DP es muy cercana, basta un conversor de medios, y la conexión se hace en un modo "transparente". El maestro de la red DP ve directamente los nodos de la red PA, con sus mismas direcciones. Y la comunicación es directa.
En este esquema, varios segmentos PA pueden conectarse a una red común Profibus DP, sumando un total de 126 nodos.
En el caso de que se requiera un troncal Profibus DP de mayor velocidad (hasta 12 Mbps), la comunicación se realiza a través de una interfase DP/PA, que en el segmento PA hace las veces de maestro de la red, y en el segmento DP hace las veces de esclavo. Se comunica con los nodos PA y asignando direcciones en su memoria, para luego comunicarse con el maestro DP. Este esquema es menos directo, pero permite compartir el troncal de alta velocidad, con otro tipo de señales discretas que son conectadas en forma directa en la red.